# Sumelocenna

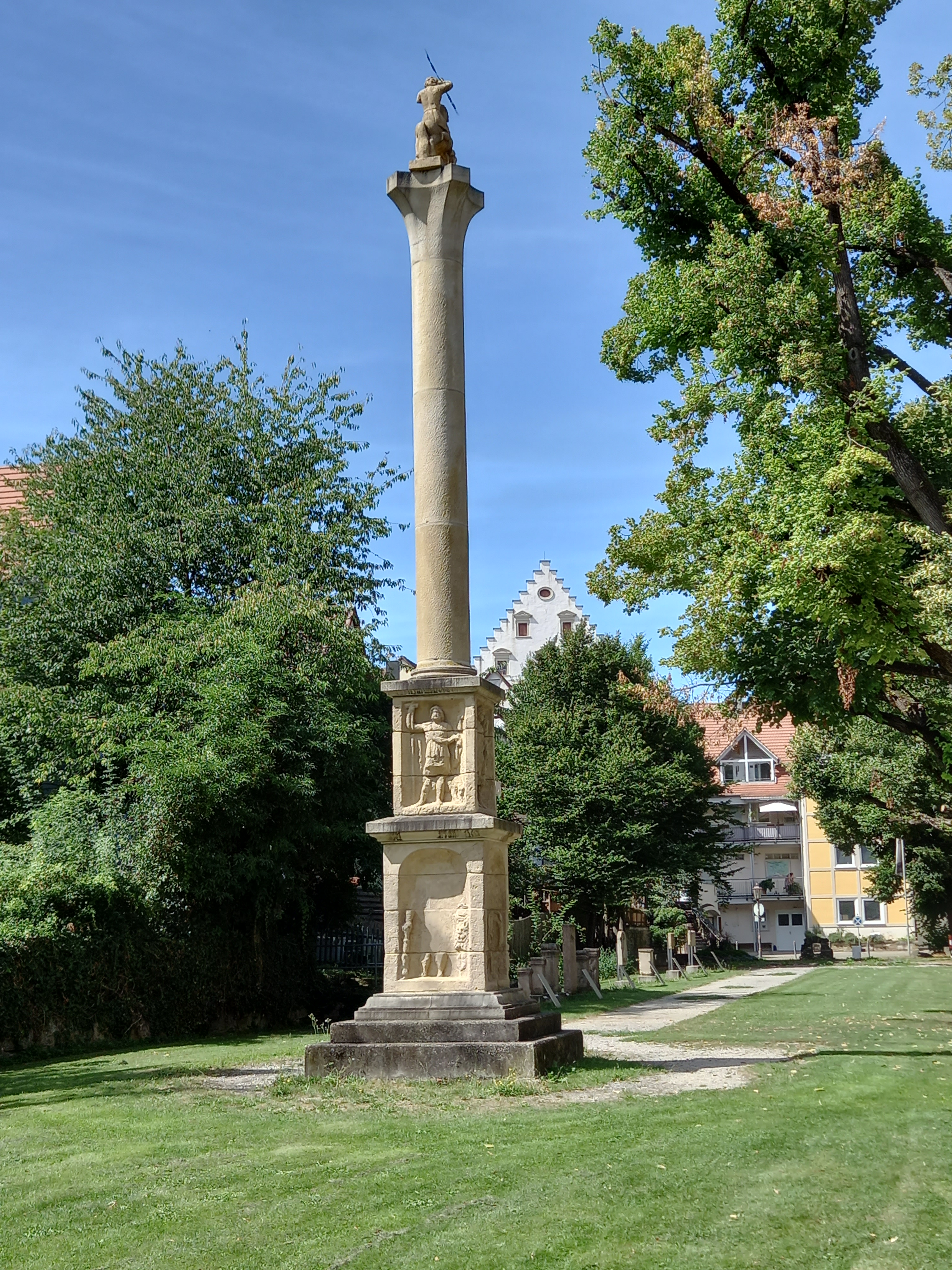
Jupitergigantensäule in Sumelocenna (Rottenburg am Neckar)

Sumelocenna war eine römische Siedlung, die im heutigen Stadtgebiet der baden-württembergischen Stadt Rottenburg am Neckar lag. Sie gehörte damals zu den wichtigsten rechtsrheinischen Siedlungen der römischen Provinz Obergermanien. Sie wurde ungefähr 110 n. Chr. gegründet und um 260 n. Chr., nach dem Fall des Limes, verlassen, worauf sie verfiel. Sie hatte eine Gesamtfläche von etwa 50 ha und mehrere Tausend Einwohner. Ein großer Teil der römischen Stadt ist heute überbaut. Das römische Stadtmuseum in Rottenburg zeigt die wichtigsten Funde.

## Name der Stadt
Der antike Name Sumelocenna wird von dem keltischen Namen Sumelogenos abgeleitet, was „Sohn des Gottes Sumelo“ bedeutet. Sumelocenna ist auf mehreren Inschriften nachgewiesen, die in Rottenburg und anderen römischen Siedlungen gefunden wurden, wie zum Beispiel im benachbarten Kastell Köngen, dem antiken Grinario.

## Lage
Sumelocenna lag links des Neckars im heutigen Stadtgebiet von Rottenburg am Neckar. Rottenburg liegt rund neun Kilometer südwestlich von Tübingen am Übergang des Neckars aus dem engen Tal des Oberen Gäus in ein weites Tal zwischen den Höhen des Schönbuchs im Norden und dem Rammert im Süden. Geologisch gesehen lag Sumelocenna  am Übergang von Muschelkalk zum Keuper. Diese besondere Lage bietet einerseits einen natürlichen Schutz im Westen und Norden durch die vom Neckar aufsteigenden Hänge, die in einer Hochfläche enden, welche sich bis zum Schwarzwald hinzieht. Andererseits floss im Süden der Stadt der Neckar, während sich die Landschaft im Osten zu einem breiten Tal öffnete.
Die Stadt war an das römische Straßennetz angebunden. In Süd-Nord-Richtung lag Sumelocenna an der Römerstraße Neckar–Alb–Aare, die von der Schweiz kommend über Rottweil (Arae Flaviae) über Köngen (Grinario) an den Obergermanisch-Raetischen Limes führte. Ab Grinario bestand auch eine Verbindung nach Osten nach Augsburg (Augusta Vindelicum). Nach Westen führte eine Straße erst nach Norden zur Civitas Portus (Pforzheim), wo sie auf die Fernstraße Mainz (Mogontiacum) – Bad Cannstatt – Augsburg stieß.
Die Lage am Neckar als wichtigem Transportweg sowie die Lage zwischen Limes und Schwarzwald als Grenzhinterland begünstigten die Stadtentwicklung.

## Geschichte

### Vorrömische Zeit
Rottenburg am Neckar beziehungsweise Sumelocenna zählen zu den ältesten Siedlungsplätzen in Baden-Württemberg. Hier existierten bedeutende Siedlungen in jungsteinzeitlicher Zeit und zahlreiche Funde belegen die Anwesenheit von Jägern zu der Zeit des Neandertalers in der Altsteinzeit. Obwohl bis 2024 noch keine Siedlungskontinuität belegt wurde, konnten keltische Spuren aus Oberflächenfunden nachgewiesen werden. Hierbei handelt es sich um Scherben, die östlich des Stadtgebietes gefunden worden waren und der Mittel- bis Spätlatènezeit zugeordnet wurden.

### Römische Zeit
Die Forschung gab lange den Zeitraum um 85 – 90 n. Chr. als Gründungsdatum der römischen Siedlung Sumelocenna an, das in die Regierungszeit des Kaisers Domitian (81 – 96 n. Chr.) fallen würde. Neuere Erkenntnisse datieren die Gründung eher auf 110 – 115 n. Chr., das heißt auf die Zeitspanne, in der der Odenwald-Neckar-Alb-Limes angelegt wurde. Sumelocennas Gründung fiel also mit der Grenzsicherung zusammen und erfolgte unter der Regentschaft von Kaiser Trajan (98 – 117 n. Chr.). Inwieweit zu der Stadt ein Kastell gehörte (ORL 61), ist nicht sicher nachgewiesen. Ein im Nordwestteil der Siedlung gefundener Jupiter-Altar trug die Aufschrift einer 500 bis 1000 Mann starken Reitereinheit, der Ala Vallensium. Diese Einheit wurde bislang an keinem anderen Ort nachgewiesen und die bloße Nennung des Namens ist kein Beweis für die Existenz eines Kastells. Konrad Miller mutmaßte die Existenz eines Kastells südwestlich von Sumelocenna auf der Gemarkung Bei der Altstadt.
Am Ende der Regentzeit von Kaiser Trajan (98 – 117 n. Chr.) war Sumelocenna Sitz eines Prokurators der kaiserlichen Domäne saltus Sumelocennensis. Etwa Mitte des zweiten Jahrhunderts wurde Sumelocenna Hauptort der civitas Sumelocennensis, das heißt der Verwaltungssitz eines größeren Gebietes, welches das mittlere Neckarland umfasste. Dieses reichte etwa vom Gebiet der Rottweiler Siedlung (municipium Arae Flaviae) im Süden, dem Schwarzwald im Westen, der rätischen Provinzgrenze im Osten bis jenseits von Köngen (Grinario) im Norden.
Die Blütezeit von Sumelocenna war von 150 n. Chr. bis zum Beginn des dritten Jahrhunderts. In dieser Zeit entwickelte sich die Siedlung zu einem bedeutenden Gemeinwesen in der römischen Provinz Obergermanien. Die durch eine Mauer geschützte Siedlung hatte intra muros eine Fläche von rund 28 ha und etwa die gleiche Siedlungsfläche extra muros. Die Anzahl der Einwohner von Sumelocenna wird auf mehrere Tausend Personen geschätzt. Die Einwohner waren wahrscheinlich hauptsächlich Kelten, unter denen sich nach überlieferten Inschriften auch Angehörige des Stammes der Helvetier befanden. Innerhalb der Stadtmauer überwog eine städtische Architektur mit mehrgeschossigen, ziegelgedeckten Häusern, was die neueren Ausgrabungen des Landesdenkmalamtes zeigten. Daneben gab es auch kleinere, stroh- und schindelgedeckte Holzbauten. Während der Blütezeit wurden die wichtigsten urbanen Bauwerke errichtet wie die Stadtmauer, eine Frischwasserversorgung durch einen Aquädukt, mehrere repräsentative Bauten, Tempelbauten und Bäder sowie ein Abwassersystem mit öffentlichen Latrinen.
Extra muros lagen Handwerksbetriebe wie Töpfereien und Steinmetzateliers sowie die Begräbnisstätten. Auf der rechten Neckarseite sind ebenfalls römische Siedlungsspuren nachgewiesen, die bei der römischen Straße am Neckarübergang als Brückenkopfsiedlung gedeutet wird. Nachdem um das Jahr 260 die Alamannen den Limes überrannten und das Neckargebiet besetzten, verfiel die von ihren römischen Bewohnern verlassene Stadt.

### Nachrömische Zeit
Die frühmittelalterlichen Siedlungsräume befanden sich nicht auf dem Gelände der römischen Stadt, sondern nordöstlich im Bereich von Sülchen und jenseits des Neckars im Rottenburger Stadtteil Ehingen. Sülchen war der namensgebende Mittelpunkt eines frühmittelalterlichen Bezirks, des Sülchgaus, dessen Existenz beispielsweise die Lebensgeschichte des von hier stammenden Heiligen Meinrad (um 800 – 861) belegt.

## Römische Bauten inSumelocenna
Ein Überblick über das Leben in Sumelocenna bietet das Rottenburger Sumelocenna-Museum.

### Stadtmauer

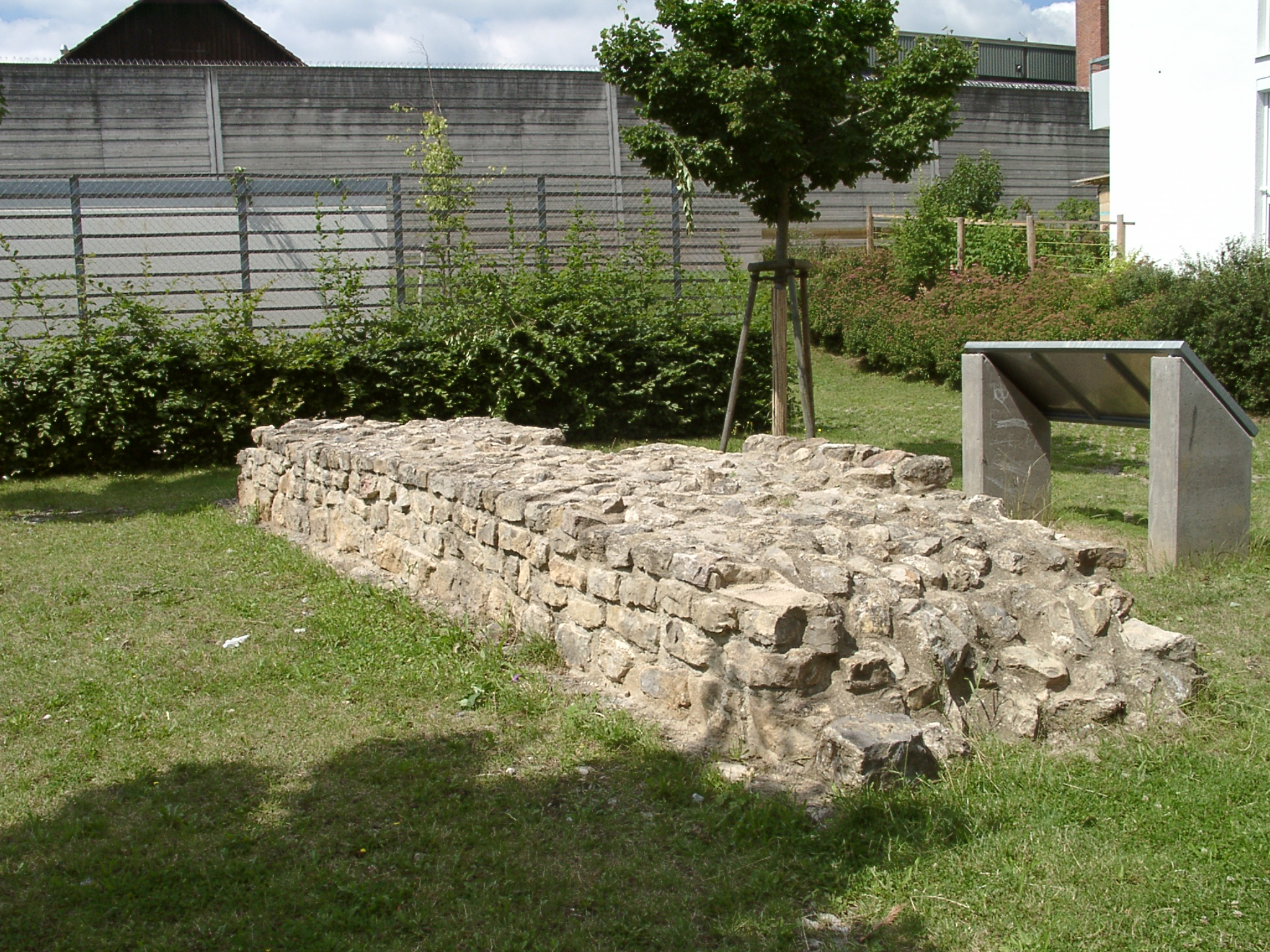
Reste der römischen Stadtmauer

Sumelocenna war im 3. Jahrhundert von einer etwa 2000 Meter langen Stadtmauer umgeben, wobei das ummauerte Siedlungsgebiet rund 28 ha groß war. Ein genaues Baudatum lässt sich noch nicht angeben. Die Vicusmauer hatte eine Fundamentbreite von etwa 2,2 m und eine Höhe von mindestens 5 m. Die 1,75 m breite Mauer wurde in Zweischalentechnik gebaut. Das Mauerinnere setzt sich aus einer regellosen Mischung von Kalkbruchsteinen und Kalkmörtel mit Kiesmagerung zusammen. Das Maueräußere bestand aus gleichmäßig behauenen Steinquadern aus Muschelkalk. Auf der Mauer befand sich ein Wehrgang mit Gesimssteinen aus Stubensandstein mit sauber gearbeiteter Hohlkehle sowie Zinnen mit halbrunden, bis 2,5 m langen Zinnendeckelsteinen. Feindseitig vor der Mauer lag eine 2 – 2,6 m breite Berme sowie ein Spitzgraben von 7 m Breite. Ein kurzes Stück der originalen nördlichen Stadtmauer befindet sich an der Wittenberger Straße.
Im Norden, an der Seebronner Straße, stand ein fast quadratischer Wehrturm von 5,8 m × 5,5 m Seitenlänge. Ein weiter Wehrturm befand sich in der Mechthildstraße. An der heutigen Jahnstraße stand das Stadttor mit einem Torturm von 6,6 m × 5,3 m, durch das die Straße nach Köngen verlief.

### Bäder

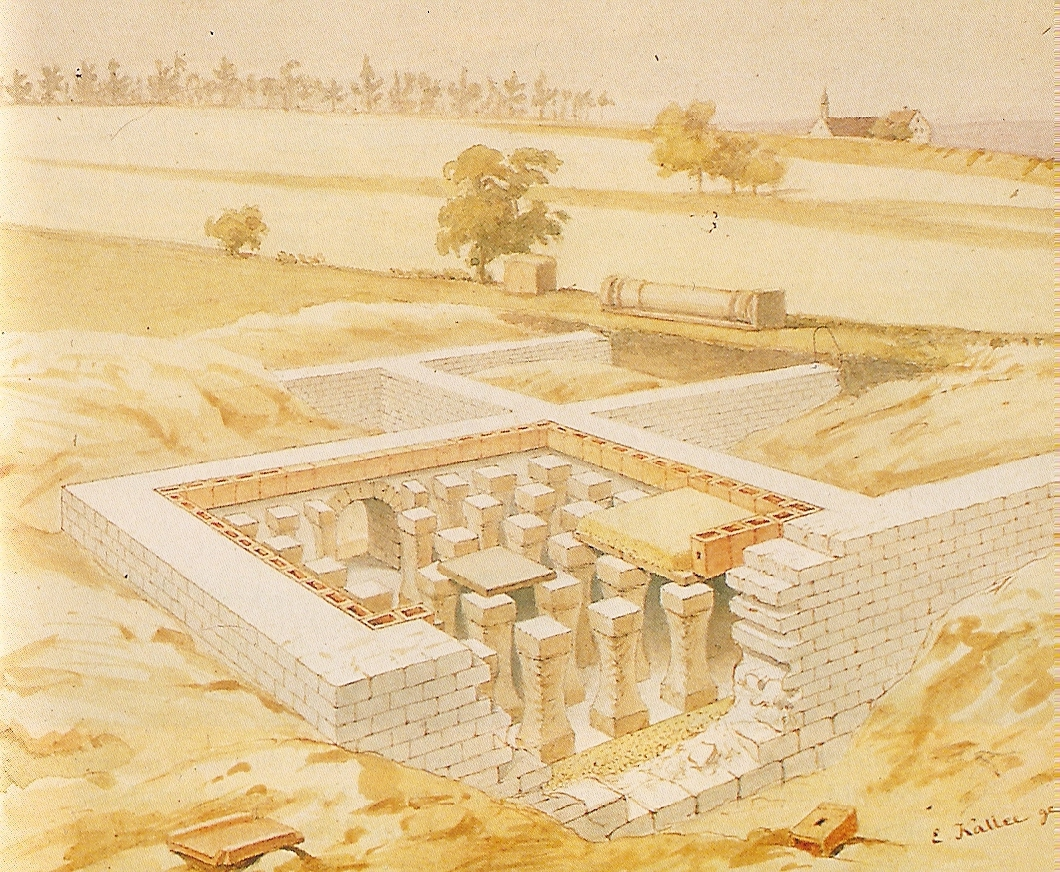
Hypokaust des römischen Bades in Rottenburg. Aquarell von General Eduard von Kallee im Herbst 1884.

Drei Badanlagen sind in Sumelocenna nachgewiesen, zwei am östlichen Stadtrand und eine im Stadtzentrum. Das Bad I liegt an der Mechthildstraße, ungefähr dort, wo die Stadtmauer einen Knick nach Nordwesten macht. Das Bad war ein öffentliches Gebäude vom Reihentypus mit einer Größe von mindestens 39 m × 7,7 m. Ein Kaltbad (frigidarium), zwei Laubäder (tepidaria), ein Warmbad (caldarium), möglicherweise ein Schwitzbad (sudatorium) sowie ein weiterer beheizbarer Raum konnten nachgewiesen werden. Drei Heizräume vervollständigen das Bild des Bades.
Bad II liegt unter dem Eugen-Bolz-Gymnasium und ist als Museumsraum zugänglich. Da es von drei Mauern umgeben war, wird es als Privatbad angesehen. Ein Umkleideraum (apodyterion), ein Kaltbad mit Becken (piscina) und ein Laubad sowie ein Warmbad mit weißem Tonnengewölbe befanden sich in dem 18 m × 11 m großen Gebäude. Die Wände der Räume waren mit farbenprächtigen Malereien verziert, das heißt mit geometrischen Dekors und Fischdarstellungen.
Bad III war wahrscheinlich die ausgedehnte, zentrale Thermenanlage der Stadt mit beheizbaren Trakten und einem Peristyl. Ein Großteil des Bades wurde zerstört, als der mittelalterliche Stadtgraben ausgehoben wurde. Die Ost-West-Ausdehnung dieses öffentlichen Bades betrug etwa 60 m. In der heutigen Spiegelgasse wurde ein Teil dieser Anlage aufgedeckt, genauer der Teil eines apsidialen Raumes mit Fußboden- und Wandheizung. Die Apsis mit einem Durchmesser von 9 m gehörte zum Warmbad. Die Ostbegrenzung des Bades reichte bis zum heutigen Hotel „Martinshof“.

### Tempelanlage
Im Nordwesten von Sumelocenna befand sich im höchst gelegenen Teil der Stadt ein ummauerter Tempelbereich. Er wurde zu Beginn des 3. Jahrhunderts errichtet, nachdem die Holzbauten, die an dieser Stelle gestanden hatten, bei einem Brand zerstört worden waren. Der Tempelbereich hatte eine Ausdehnung von 53 m × mindestens 100 m. Sieben Gebäude wurden in diesem Bereich aufgedeckt. Die zwei dicht beieinander liegenden gallo-römischen Umgangstempel waren 17 m lang und 18 m breit. Südwestlich davon lagen zwei kleine Tempel mit quadratischer Grundfläche, die eine Seitenlänge von etwa 5,5 m hatten. Weiter gehörte zu dem Komplex ein Priesterhaus von 13 m × 8 m, das über mehrere Räume verfügte. Die Ausübung verschiedener Kulte konnte durch Bildwerke und Weihinschriften nachgewiesen werden, so der Kaiserkult und die Verehrung mehrerer Gottheiten wie Jupiter, Juno, Minerva, Apollo, Viktoria, Mars, Diana, Merkur, Herkules, Aericura sowie Epona und Mithras.

### Frischwasserversorgung und Aquädukt

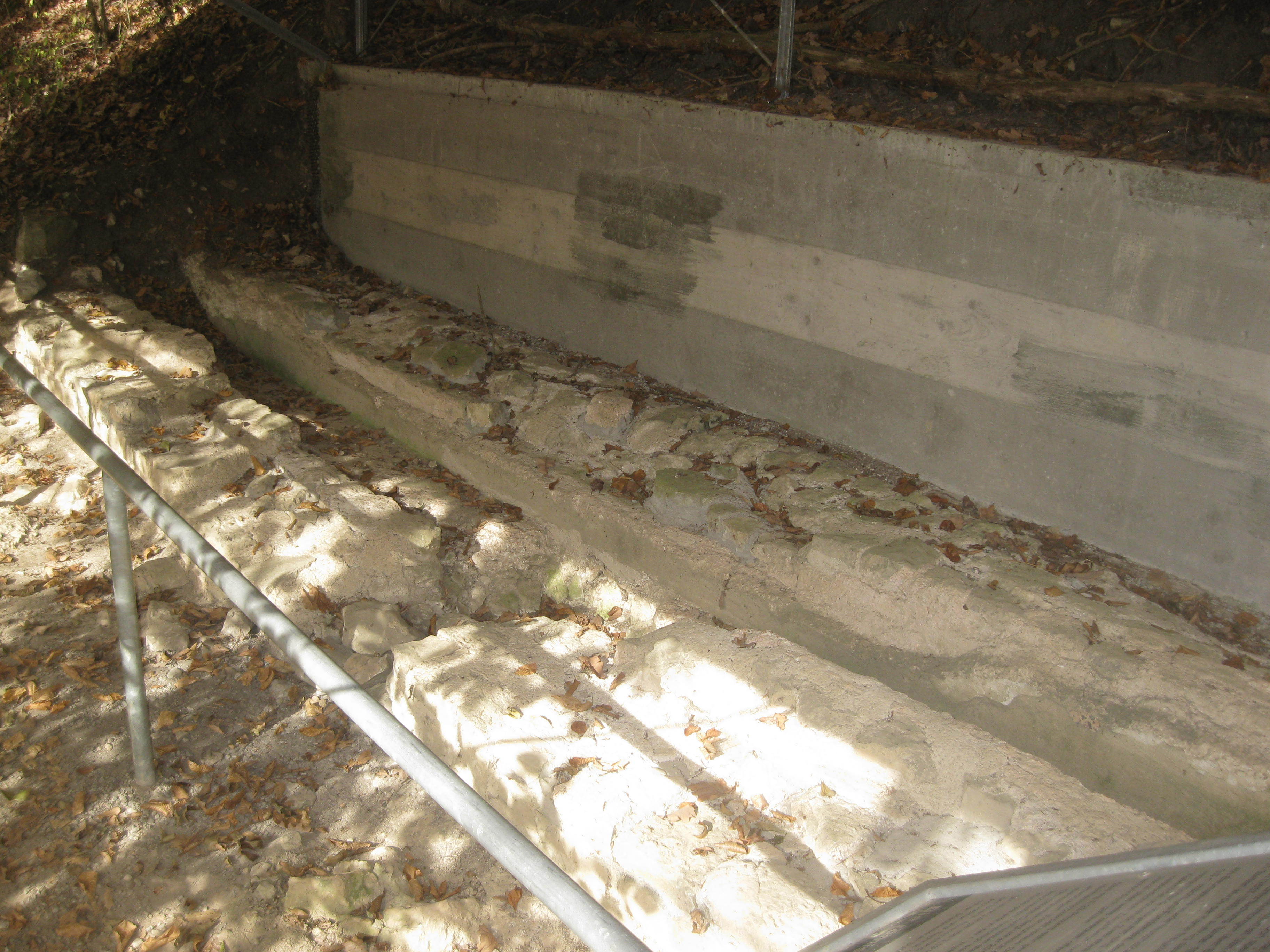
Ausgegrabene Wasserleitung nordwestlich von Obernau

Die Wasserleitung aus dem Rommelstal nach Rottenburg ist mit 7,16 km die längste gemauerte römische Wasserleitung im rechtsrheinischen Gebiet der Provinz Germania superior. Die Quellfassung lag ungefähr 1,2 km oberhalb von Rottenburg-Obernau im Tal des Seltenbachs. Der Kanal von 0,32 m Breite und 0,35 m Höhe wurde von zwei mit Ziegelbeton verputzen Mauern aus Muschelkalksteinen gebildet. Das Fundament des Kanals hatte eine Breite von 1,7 m und eine Höhe von 0,6 m. Ursprünglich war der Kanal wahrscheinlich offen, er wurde später teilweise überwölbt, um zu vermeiden, dass Hangrutschungen den Wasserlauf behindern. Das mittlere Gefälle der Leitung betrug 0,33 %, was einer Höhendifferenz von etwa 25 m auf der gesamten Länge des Aquädukts entspricht. Die Wasserförderung lag bei etwa 74 Liter pro Sekunde. Das Frischwasser wurde in einen Sammelbehälter geleitet, der wahrscheinlich am höchsten Punkt der Stadt unter der heutigen Landesvollzugsanstalt lag. Von dort aus konnte das Wasser durch Holz-, Ton- und Bleirohre in der Stadt verteilt werden.

### Abwasserentsorgung und öffentliche Latrine

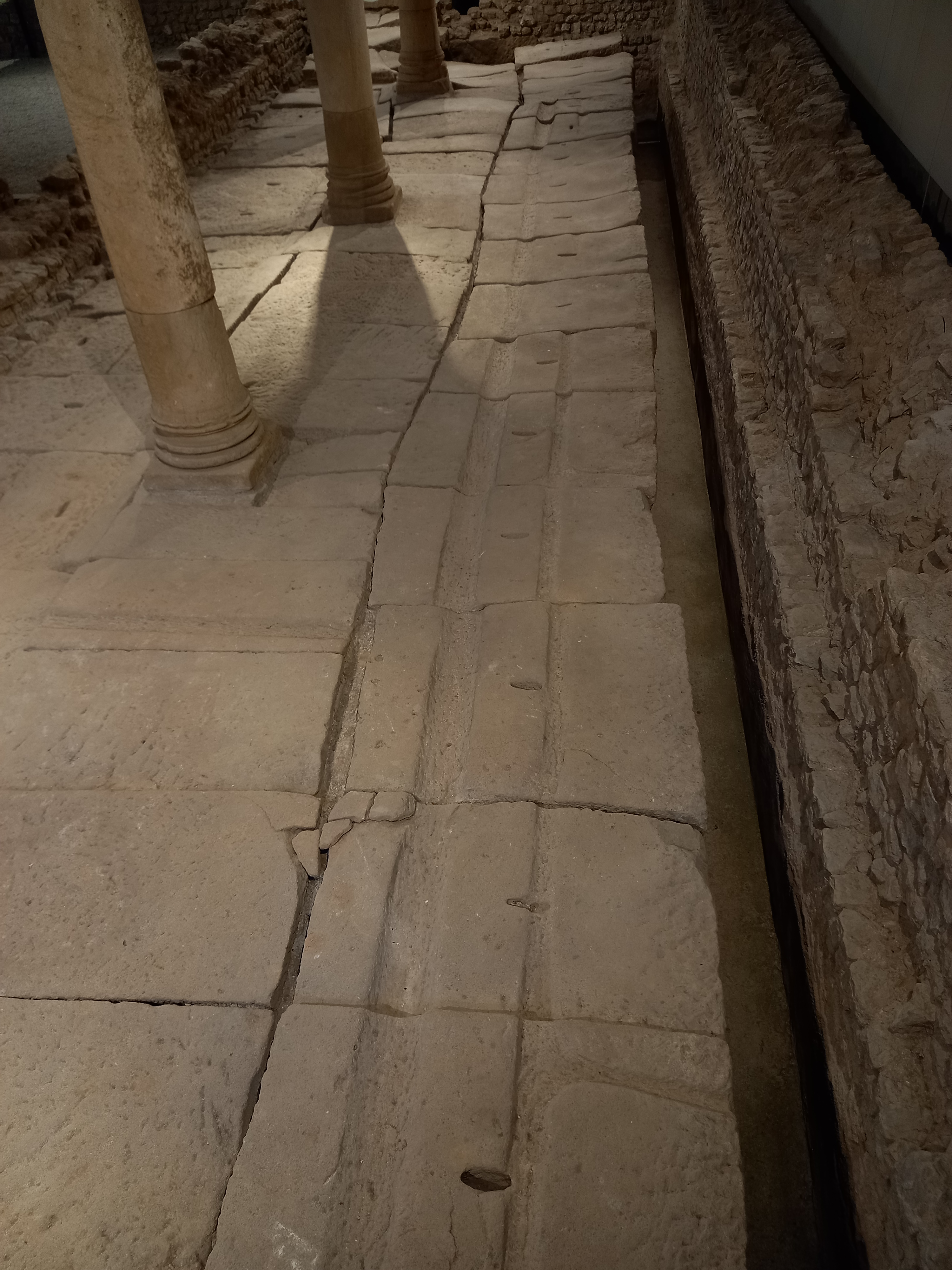
Latrine in Sumelocenna mit dem Abwasserkanal (rechts) und der Frischwasserrinne (links)

Sumelocenna verfügte über ein gut strukturiertes Kanalisationssystem, was die fortschrittlichen hygienischen Verhältnisse in römischer Zeit unterstreicht. Es belegt ebenfalls die städtische Struktur dieses Gemeinwesens. Der Hauptkanal (cloaca maxima), in den weitere kleinere Kanäle mündeten, war begehbar. Ein etwa 2,10 m tiefer Kanal konnte am Rande von Bad III nachgewiesen werden, der aus zwei Lagen übereinandergestellter Sandsteinquader errichtet wurde. Die Sohle des Kanals war mit Ziegelplatten ausgekleidet. An diesen Kanal war die öffentliche Latrine angeschlossen, die beim Bad III gefunden wurde.
Diese Latrine wurde im späten 2. Jahrhundert errichtet und bestand aus einem 32 m langen und 5,3 m breiten Raum. Da er unter dem Straßenniveau lag, wurde er über eine zwei Meter breite, elfstufige Steintreppe betreten, die von der häufigen Benutzung im Laufe der Zeit stark ausgetretene Stufen hatte. Der Boden war mit großen Sandsteinplatten ausgelegt und Sandsteinsäulen standen im Abstand von je vier Metern zentral entlang der Längsachse des Raumes. Ihre Höhe von drei Metern belegt die Raumhöhe von ebenfalls drei Metern. Die weiß verputzten Wände waren mehrfarbig bemalt, unter anderem mit Girlanden, Bändern und Pflanzen nachempfundenen Ornamenten. An der Nordostwand des Raumes verlief ein Abwasserkanal. Der Raum diente als Latrine, eine öffentliche Bedürfnisanstalt. Über dem Kanal befanden sich wohl Sitze aus Holz und davor verlief eine schmale Rinne mit Frischwasser zur Reinigung. Die ausgetretenen Stellen im Fußboden belegen einen Abstand zwischen den Sitzbrillen von 0,9 m. Dieser Latrinenraum konnte von 35 Personen gleichzeitig benutzt werden. Er ist einmalig im süddeutschen Raum.